# آکیکو هیگاشیمورا
آکیکو هیگاشیمورا (انگلیسی: Akiko Higashimura؛ زادهٔ ۱۵ اکتبر ۱۹۷۵) مانگاکا، نویسنده، و تصویرگر اهل ژاپن است.